# Zeeuws Waterschip
Het Zeeuws Waterschip is een type schip dat omstreeks 1610
op het water verscheen en in de eerste plaats diende om drinkwater en voedsel te vervoeren naar vissersvaartuigen die op zee verbleven.
Sinds 1850 zijn er geen Zeeuwse waterscheepjes meer gebouwd. Anno 2005 wordt er echter in Uitgeest een exemplaar vervaardigd op historische wijze.

## Gebruik
Het Zeeuws Waterschip werd gebruikt om drinkwater en voedsel te vervoeren naar vissersvaartuigen die op zee verbleven. Voor de terugweg werd het scheepje volgeladen met verse vis en te repareren visgerei. Met deze zeer bederfelijke waar moest het scheepje zo snel mogelijk terug om de vis af te leveren bij de kooplieden op de wal.
De scheepjes waren betrekkelijk licht maar erg stevig gebouwd en konden met niet al te ruw weer het strand opvaren, en wachten op laag water zodat met paard en wagen gelost kon worden. Voordat het scheepje echter weer los kwam van het strand bij hoog water werd het weer volgeladen met proviand en nieuwe netten.

## Tuigage
Deze schepen werden indertijd getuigd met een katoenen sprietzeil en een breefok op een los te hijsen ra die men soms zelfs tot achter de mast hees om hoger te kunnen zeilen. De spriet stond in een hoek van vijftien à twintig graden van de mast en was twee keer zo lang als de mast.
Om ruimer te kunnen zeilen was het noodzakelijk om een kluiver op een boegspriet te voeren en de breefok bij erg ruime koersen zo veel mogelijk voor op het schip te tuigen daar deze rompvorm met toenemende snelheid steeds meer op zal loeven onder zeil. Het was met deze snelle scheepjes erg belangrijk in evenwicht te blijven zeilen, anders waren ze moeilijk bestuurbaar.

## Opkomst en verval
In die tijd maakte men zich al net zo druk over overbevissing in de Noordzee als tegenwoordig.
Eén maatregel om de vangst te beperken was het verbieden van een visbun aan boord van vissersschepen.
Een visbun is een ruimte in het schip tussen twee waterdichte schotten waarvan de bodem geperforeerde platen (kaarplaten) had waardoor deze ruimte continu van vers water werd voorzien en men de vis levend kon bewaren en niet meer de noodzaak had met iedere vangst huiswaarts te keren.
Met een visbun kon men langer blijven vissen. Vandaar dat dit verboden werd.
De snelle Zeeuwse waterscheepjes waren een uitkomst toen de visbun verboden werd. De bemanning van deze scheepjes bestond uit slechts twee man, soms zelfs maar een.
De scheepjes hebben naar alle waarschijnlijkheid gevaren tot 1850. Ze raakten in onbruik toen de zeeschepen weer werd toegestaan een visbun aan boord te hebben. Het was in die tijd ongebruikelijk dergelijke scheepjes in stand te houden voor bijvoorbeeld pleziervaart en ze zijn daardoor verloren gegaan.

## Reconstructie
Het was in die tijd niet gebruikelijk uitgebreide bouwtekeningen te maken van zo'n schip. Een schip werd doorgaans op het oog met behulp van enkele timmerformules gebouwd. Het kleinste type waterschip is er een van tien meter lang en vier meter breed. In Uitgeest wordt momenteel opnieuw zo'n scheepje gebouwd met behulp van die timmerformules om de werkelijk traditionele bouw te onderzoeken en vast te leggen.
Het schip wordt bijna volledig uit hout opgebouwd. Alle verbindingen worden gevormd door houten pennen in plaats van schroeven of spijkers. Dit maakt het schip niet alleen steviger, maar ook duurzamer.